# Elen Lwyddog
Elen Lwyddog, conosciuta anche come sant'Elena di Caernarfon (in inglese saint Helen of Caernarvon), (Segontium, 340 – IV secolo), è stata una presunta imperatrice romano-bretone, originaria del Galles e vissuta nel IV secolo, menzionata in diversi testi come seconda sposa di Magno Massimo.
È stata per lungo tempo venerata come santa: nel Medioevo fu molto popolare in Galles come testimonia il numero di chiese dedicate e l'attribuzione del nome di Sarn Helen alla strada romana che da Segontium conduceva nel Galles meridionale.

## Origine del nome
Lwyddog o Llwyddog è l'appellativo con cui viene nominata nel Mabinogion. In medio gallese la parola significa «delle legioni, delle truppe». Il nome viene traslitterato come Helen Luyddog, trascritto come Helen Luyddawc e tradotto Helen of the hosts in inglese.

## Elementi biografici
Nata probabilmente nella contea del Gwynedd a Segontium (oggi Caernarfon) nel 340, Elen è un personaggio di non accertata storicità e le fonti che ricostruiscono la sua vita sono ampiamente contraddittorie, in parte riferenti al folklore e alla letteratura gallese, in parte alla tradizione popolare cristiana medioevale. Le fonti scritte, inoltre, sono di molto successive all'epoca della santa, tutte databili tra l'XI e il XII secolo.

### Nel Mabinogion e in altre fonti letterarie
Elen Lwyddog viene indicata in varie fonti letterarie gallesi, quali la Historia Regum Britanniae di Goffredo di Monmouth e l'Historia Brittonum di Nennio, come imperatrice della Britannia, seconda moglie dell'imperatore romano (storicamente solo un usurpatore del soglio imperiale) Magno Massimo.
La fonte più corposa su Elen Lwyddog è costituita da alcuni racconti del Mabinogion, un importante corpus letterario del folklore celtico-gallese, risalente probabilmente al XII secolo. Il Mabinogion è una delle fonti della vasta tradizione popolare bretone a cui attinge successivamente il ciclo arturiano.
Nel Breuddwyd Macsen Wledig (in gallese Il sogno di Macsen Wledig), uno dei racconti del Mabinogion, sono narrate le vicende che conducono al matrimonio tra Elen, figlia del re bretone Eudaf Hen, e Macsen Wledig (Magno Massimo), imperatore di Roma. 
Il Sogno di Macsen Wledig è un racconto ricco di elementi leggendari e simbolici che mira a sostenere la discendenza imperiale romana dei re britannici; elemento che costituisce il tema dominante anche delle opere di Goffredo di Monmouth e Nennio.
Nello stesso racconto si comprende che il nome Elena delle legioni è attribuito a Elen per aver condotto, col marito, le legioni imperiali durante l'invasione della Gallia.
Secondo le genealogie ricavabili dalla tradizione popolare gallese e da altri racconti del Mabinogion, quali Chwedl Gereint vab Erbin (l'avventura di Gereint figlio di Erbin), Elen, durante la permanenza in Gallia, genera almeno cinque figli, ovvero Owain, Anwn, Custennin, Gratianna e Severa. I tre figli maschi diverranno sovrani di diverse aree del Galles.
Si tratta, in ogni caso, eccetto che per Magno Massimo, di personaggi completamente leggendari o di non accertata storicità.

### Nella tradizione popolare gallese

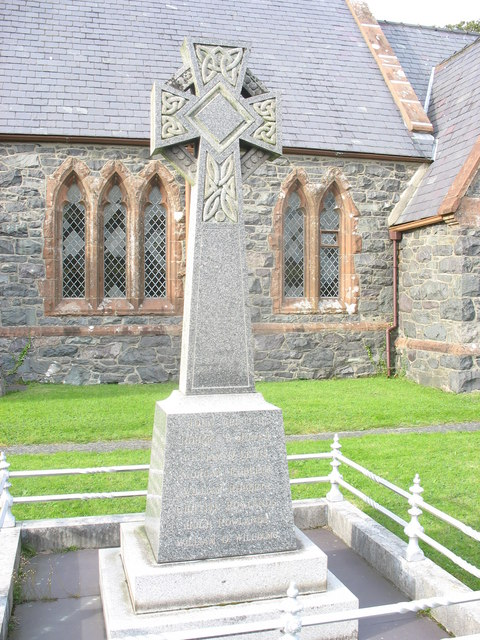
Uno scorcio della chiesa anglicana del villaggio di Penisa'r-waun dedicata al culto di sant'Elena di Caernarfon.

La tradizione popolare gallese vuole che l'imperatrice romano-bretone si fosse convertita al Cristianesimo, dopo l'incontro con Martino di Tours in Gallia ove conduceva una spedizione militare con il marito.
Tornata in Britannia dopo la morte del consorte, si sarebbe dedicata all'evangelizzazione degli abitanti e avrebbe patrocinato la costruzione di strade (cf. Sarn Helen) al fine di favorire l'unificazione delle genti gallesi.
Oltre ai figli di Elen e Magno Massimo summenzionati, la tradizione popolare gallese ne indica un altro, di nome Peblig (lat. Publicus).
A san Peblig è dedicata la chiesa di Llanbeblig del X secolo, nelle vicinanze del sito archeologico della romana Segontium. Peblig, infatti, è venerato come santo dalla Chiesa cattolica e dalla Chiesa ortodossa oltre che dalla Chiesa in Galles. La sua festa nel calendario cade il 3 luglio.
I riscontri storici sulla figura di Peblig sono molto scarsi. È indicato, infatti, come vescovo di Llanbeblig nel IV secolo, nel manoscritto Llanbeblig Book of Hours (Libro delle Ore di Llanbeblig). Si tratta di un breviario, corredato di miniature e cronologie, risalente al 1390-1400, attualmente conservato nella Biblioteca Nazionale del Galles.
Il santo gallese, inoltre, è ricordato dalla tradizione popolare come uno dei monaci che portarono il cristianesimo in Galles ed, in effetti, in base ai rilievi archeologici, la chiesa di Llanbeblig sorge sul sito di un preesistente edificio monastico la cui costruzione è fatta risalire dalla storiografia almeno al V secolo ovvero proprio all'inizio della diffusione del monachesimo in Galles. Da ciò si ritiene che il monastero di Llanbebling fosse fra i più antichi, o in assoluto il più antico, degli oltre cinquecento monasteri gallesi.

## Culto
È stata venerata come santa dal cristianesimo celtico fino al XII secolo e, successivamente, dalla Chiesa cattolica fino alla sua rimozione dal calendario liturgico. Nella revisione del Calendario Romano generale del 1969, sant'Elena di Caernarfon è stata radiata come molti altri santi medievali la cui esistenza è storicamente poco attendibile, ma ne viene permesso il culto, assieme ad altri santi celti, in Irlanda e Regno Unito. È considerata santa, tuttora, dalla Chiesa in Galles, la chiesa nazionale gallese facente parte della comunione anglicana. La sua festa cade il 22 maggio e il 25 agosto.
Il culto di sant'Elena di Caernarfon, patrona del Llanelan e della chiesa di Penisa'r-waun vicino Caernarfon, gode di una ampia diffusione nel periodo medioevale ed è a tutt'oggi ancora seguito. La contemporaneità e la circostanza che uno dei figli di sant'Elena si chiamasse Costantino (Custennin), ha fatto sì che nella tradizione popolare venisse sovente confusa con Elena, madre dell'imperatore romano Costantino I, anch'essa venerata come santa.

### Fonti primarie
- Nennio, Historia Brittonum, manoscritto Harleian MS 3859
- Goffredo di Monmouth, Historia Regum Britanniae
- Mabinogion di anonimo del XII secolo
- Gregorio di Tours, Historia Francorum.
- Giraldus Cambrensis, Itinerarium Cambriae
- Llanbeblig Book of Hours di anonimo del XV secolo, manoscritto NLW MS17520A
- Sulpicio Severo, Dialogus - Vita S. Martini

### Fonti secondarie
- Grande dizionario illustrato dei santi, a cura di Dom Bede Millard, Edizioni Piemme, 1991
- André Vauchez, Cécile Caby, Lucinia Speciale, Il culto delle reliquie in Medioevo, aprile 1999 pp. 22–41
- Norma Lorre Goodrich, Il Santo Graal, Bompiani Saggi, Milano 2000 ISBN 88-452-9014-X
- Genealogia sintetica di Magno Massimo, su geocities.com. URL consultato il 17 settembre 2006 (archiviato dall'url originale l'11 ottobre 2008).
- Calendario dei santi della Chiesa Ortodossa, su orthodoxengland.btinternet.co.uk. URL consultato il 1º maggio 2019 (archiviato dall'url originale il 14 agosto 2007).